# Clément Durand
Pour les articles homonymes, voir Durand.
Clément Durand, né 7 février 1914 à Mayenne (département de la Mayenne) et mort le 21 janvier 1998 à Paris 14e, est un syndicaliste français. Secrétaire national du Syndicat national des instituteurs de 1948 à 1969, responsable du dossier laïque à membre du Bureau de la Fédération de l'Éducation nationale de 1957 à 1969, il est l'un des fondateurs du Comité national d'action laïque (CNAL) dont il assura en continu le secrétariat général de 1951 à 1969.

## De la jeunesse à la Libération
Pupille de l'État, élevé dans une famille d'ouvriers agricoles, Clément Joseph Durand est inscrit en 1919 à l'école communale de Viviers-en-Charnie. Il prend le nom de Durand à l'âge de 7 ans. Excellent élève, il passe à l'école primaire supérieure d'Ernée, puis à l'École normale de Laval. Instituteur en Mayenne, il exerce dans différents postes, milite au Syndicat national des instituteurs dont il est élu membre du Conseil syndical départemental de 1936 à 1939. 
Militant socialiste SFIO depuis 1936, il devient secrétaire adjoint de la fédération départementale en juin 1937 et remplace, en octobre novembre de la même année, le secrétaire fédéral démissionnaire. Il est réélu en juin 1937, soutient (comme André Delmas, secrétaire général du SNI) les thèses pacifistes. Il apporte en particulier en juin 1939 son appui à la motion Paul Faure. Celle-ci étant devancée par la motion Léon Blum, il offre sa démission qui est refusée.  
Il est mobilisé de 1939 à août 1940 et est nommé à Ambrières-le-Grand (Mayenne), comme instituteur adjoint jusqu’en 1945, puis comme directeur de 1945 à 1947. Jusqu’en 1943, étroitement surveillé, il ne participe pas à la Résistance active mais, avec l’aide d'instituteurs- secrétaires de mairie anciens militants du SNI, il procura des cartes d’alimentation et de fausses cartes d’identité à de jeunes résistants.
Le 21 décembre 1944, Clément Durand participe à la première assemblée générale du SNI de la Mayenne qu'il avait contribué à reconstituer. Il présente un rapport sur la situation de l’école laïque dans le département remarqué par les dirigeants nationaux. Réélu au conseil syndical, responsable de la commission laïque, il devient secrétaire adjoint de la section départementale du Syndicat en octobre 1947. Le 28 avril 1946, Clément Durand devient le secrétaire du Cartel départemental d’action laïque, qui regroupait, à l’image du Cartel national, toutes les formations laïques, politiques, syndicales, philosophiques et culturelles. Il devient aussi le secrétaire général du comité départemental de vigilance des parents des élèves des écoles publiques, créé le 2 mai 1946, qui est à l'origine de la FCPE. 
Toujours militant socialiste, il combat le rapport moral de Daniel Mayer lors du congrès de la fédération SFIO du 15 août 1946. Il rejette son orientation « travailliste ». C'est sa dernière intervention politique connue.

## Le responsable national laïque
Clément Durand devint membre du bureau national du SNI élu par le conseil national du 30 décembre 1945. Il s'impose comme responsable laïque de la majorité et élabore notamment la doctrine des militants majoritaires en matière d'action laïque. Il s'oppose notamment aux minoritaires communistes qui considèrent que ces luttes sont complémentaires des luttes sociales associant chrétiens et non-chrétiens. Pour Clément Durand, la laïcité et la morale laïque doivent constituer les matrices d’un idéal à maintenir en dépit des divergences politiques.
Au moment de la politique dite de « Troisième Force », son engagement laïque sont souvent en contradiction avec celles des dirigeants du Parti socialiste SFIO. De même, il est parmi les dirigeants du SNI un de ceux qui furent les plus hésitants pour reconnaître les aspirations laïques du courant Reconstruction dans la CFTC et à partir de 1964 de la CFDT
À partir du 1er février 1947, Clément Durand est mis à la disposition de la Ligue de l’enseignement à Paris comme secrétaire du nouveau comité national des parents d’élèves. En 1948, il entre au secrétariat permanent du SNI comme responsable de la commission d’action laïque, des œuvres post et périscolaires et des jeunes dans l'équipe qu'anime depuis 1946 Henri Aigueperse. Il continuera avec ses successeurs Denis Forestier (secrétaire général du SNI de 1952 à 1962), Pierre Desvalois (1962-1967) et Jean Daubard (1967-1969). Membre de la commission administrative nationale de la FEN de 1947 à 1969, il y assume la responsabilité de commissions et siégea au Bureau fédéral de 1957 à 1969 (sous le mandat du Georges Lauré. 
Il est un des responsables de l’organisation des États généraux de la France laïque en 1948 et en 1949, des campagnes laïques contre les lois Marie-Barangé en 1951, et de l’élaboration en 1956 du programme du Comité national d'action laïque dont il est, depuis sa création en 1953, l'un des principaux animateurs avec Jean Cornec. Il préside à l’organisation des actions contre la loi Debré créant le financement public des établissements privés catholiques, est à l'origine de la pétition nationale qui se termina par un important rassemblement laïque à Vincennes (19 juin 1960). Par la suite, il préside à l’organisation des manifestations nationales du CNAL (rassemblement de la Porte de Versailles en 1962, colloques où se retrouvaient les forces de gauche où furent élaborés les projets de nationalisation et de démocratisation de l’enseignement).

## Après sa retraite - autres engagements
En retraite administrative, il devient alors secrétaire général de « La Jeunesse au plein air » de 1969 à 1980. Depuis 1947, il siégeait à son bureau.
En 1950, Clément Durand est élu au conseil général de la Ligue française de l’enseignement puis au bureau en 1951 où il accepte de rester en 1959 après avoir été battu d'une voix (11 contre 10) par Robert Dader au poste de secrétaire général.
Clément Durand est à l’origine de la création d’une fédération nationale de parents d’élèves des écoles laïques, le 26 mars 1947, et qui se transforma peu après en Fédération des conseils de parents d’élèves dont il continue à être le secrétaire général jusqu’en 1962. 
Clément Durand est également initié à la franc-maçonnerie au Grand Orient de France le 15 juin 1950, devient maître à la loge Les Zélés Philanthropes de Paris le 2 mai 1957, ainsi que membre du Comité central de la Ligue des droits de l'Homme en 1953-1955. 
Il continue à suivre la vie syndicale, notamment les séminaires d'histoire sociale du Centre fédéral de la Fédération de l'Éducation nationale et, jusqu'au milieu des années quatre-vingt-dix, participe régulièrement aux congrès de la Fédération générale des retraités de la Fonction publique (FGR) au sein de la délégation du SNI puis du SE-UNSA.
Militant hautement respecté, figure emblématique du combat laïque pour les militants du SNI sur lequel son influence morale s'exercera jusqu'à son décès, Clément Durand est, avec Henri Aigueperse et Denis Forestier, l'une des figures emblématiques du Syndicat national des instituteurs d'après-guerre. Après le décès d'Henri Aigueperse en 1989, il incarne, pour les responsables en activité, la figure du « grand ancien », mais toujours avec réserve et discrétion.
Il est le père d'Yves Durand, homme politique français.

## Publications
- Du ciel sur la terre. Laïcité - République - Démocratie.  Éditions Sudel. 1991. Préface de Jean-Claude Barbarant.

## Sources
- L'École libératrice (hebdomadaire du SNI)
- L'Enseignement public (bulletin mensuel de la FEN)
- Dictionnaire biographique du mouvement ouvrier français (Maitron)